# 29 marca
29 marca jest 88. (w latach przestępnych 89.) dniem w kalendarzu gregoriańskim. Do końca roku pozostaje 277 dni.

## Święta
- Imieniny obchodzą: Bertold, Cyryl, Eustacjusz, Eustazja, Eustazjusz, Eustazy, Ludolf, Ludolfina, Marek, Satur, Satura, Stefan, Teodor, Wiktoryn
- Madagaskar – Rocznica Powstania 1947 roku
- Republika Środkowoafrykańska – Dzień Barthelemiego Bogandy
- Polska – Dzień Metalowca[1] (nieoficjalne święto na rynku pracy), Święto Polskiej Bielizny[2][3][4][5]
- Wspomnienia i święta w Kościele katolickim obchodzą[6][7]:
  - św. Stefan IX (papież)
  - św. Bertold (założyciel karmelitów)

## Wydarzenia w Polsce
- 1329 – Wojna polsko-krzyżacka: po zajęciu Płocka przez wojska czesko-krzyżackie książę płocki Wacław został zmuszony do złożenia hołdu lennego królowi czeskiemu Janowi Luksemburskiemu.
- 1407 – W Krakowie wybuchły rozruchy antyżydowskie wywołane kazaniem kanonika Budka wygłoszonym w kościele św. Barbary, w którym oskarżył Żydów mieszkających w mieście o zabicie chrześcijańskiego dziecka. Według Jana Długosza, część Żydów, uciekając przed pogromem, schroniła się w wieży kościoła św. Anny, którą tłum podpalił, zmuszając ich do poddania się.
- 1593 – Założono Seminarium Duchowne w Kaliszu.
- 1668 – We wsi Kocioł koło Pisza odbył się synod braci polskich.
- 1790 – Zawarto przymierze polsko-pruskie.
- 1923 – Kartuzy uzyskały prawa miejskie.
- 1925 – Policjant Józef Muraszko zastrzelił podczas konwojowania w celu dokonania wymiany więźniów na granicy polsko-sowieckiej w Stołpcach byłych oficerów WP Antoniego Wieczorkiewicza i Walerego Bagińskiego, skazanych na wieloletnie pozbawienie wolności za działalność komunistyczną i organizację zamachów bombowych, które miały miejsce w kwietniu i maju 1923 w Warszawie i Krakowie. Do przewinień Wieczorkiewicza i Bagińskiego dodano również pomoc w przygotowaniach do wysadzenia prochowni w Cytadeli Warszawskiej 13 października 1923 (w czasie gdy obaj oskarżeni byli osadzeni w więzieniu).
- 1928 – Weszło w życie rozporządzenie prezydenta Ignacego Mościckiego, wprowadzające nowy wzór godła państwowego, autorstwa Zygmunta Kamińskiego oraz ustalające cynober odpowiednikiem koloru czerwieni polskich barw państwowych.
- 1930:
  - Premiera pierwszego polskiego filmu dźwiękowego Moralność Pani Dulskiej w reżyserii Bolesława Newolina.
  - Utworzono pierwszy rząd Walerego Sławka.
- 1943:
  - Oddział „Jędrusiów” wspólnie z patrolem bojowym AK rozbili więzienie niemieckie w Mielcu, uwalniając ok. 180 więźniów.
  - Oddziały UPA dokonały zbrodni w Pendykach na 150 i w Halinówce na 40 Polakach.
- 1945 – Założono Muzeum Warmii i Mazur w Olsztynie.
- 1949 – Dokonano oblotu szybowca IS-5 Kaczka.
- 1952 – Założono Wytwórnię Filmów Fabularnych we Wrocławiu.
- 1970 – Zlikwidowano komunikację trolejbusową w Poznaniu.
- 1972 – Powstał drugi rząd Piotra Jaroszewicza.
- 1975 – W Bydgoszczy oddano do użytku nowy dworzec autobusowy.
- 1995 – Powstała Rada Etyki Mediów.
- 2005 – Ogłoszono wyroki sądu pierwszej instancji w sprawie afery w FOZZ.
- 2008:
  - Na lotniczych przejściach granicznych zaczął obowiązywać Układ z Schengen.
  - Wystartowała górnośląska regionalna stacja telewizyjna TVS.
- 2022 – W rozegranym na Stadionie Śląskim w Chorzowie meczu barażowym Polska pokonała Szwecję 2:0 i awansowała do turnieju finałowego 22. Mistrzostw Świata w Piłce Nożnej w Katarze.

## Wydarzenia na świecie

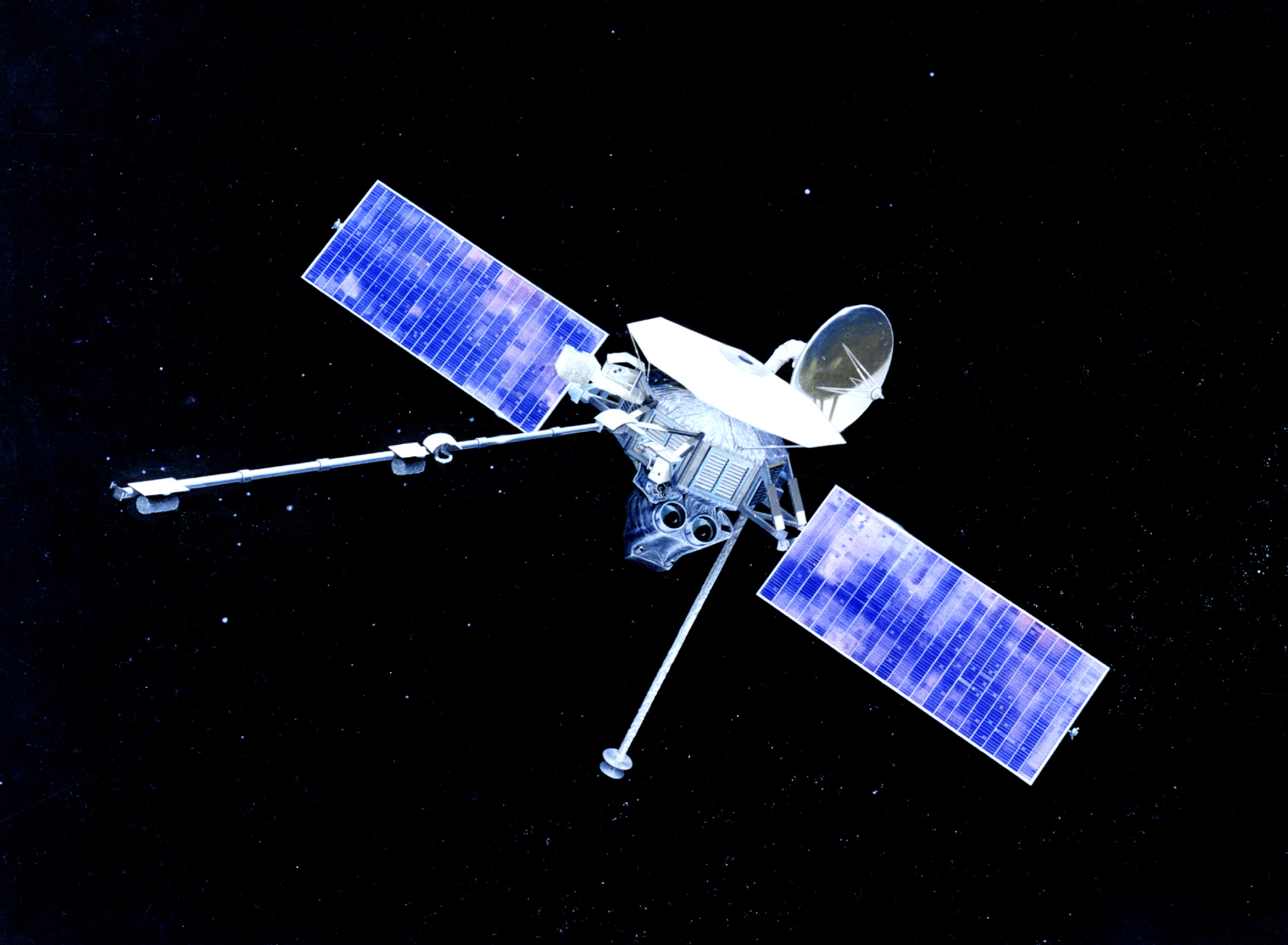
Sonda Mariner 10

- 537 – Wigiliusz został papieżem.
- 1139 – Papież Innocenty II wydał bullę Omne datum optimum, biorąc pod swą opiekę zakon templariuszy i nadając mu liczne przywileje.
- 1368 – Chōkei został cesarzem Japonii.
- 1430 – Sułtan Imperium Osmańskiego Murad II zdobył Saloniki.
- 1461 – Wojna Dwóch Róż: zwycięstwo Yorków pod dowództwem króla Edwarda IV Yorka nad Lancasterami w bitwie pod Towton.
- 1464 – Maciej Korwin został koronowany w katedrze Panny Marii w Székesfehérvárze na króla Węgier i Chorwacji.
- 1516 – W Wenecji utworzono pierwsze na świecie getto żydowskie.
- 1549 – Założono miasto Salvador, pierwszą stolicę Brazylii.
- 1621 – Wojna trzydziestoletnia: przed trybunałem cesarskim zakończył się proces 30 przywódców czeskiego powstania stanowego, spośród których 27 skazano na śmierć i stracono 21 czerwca na Rynku Staromiejskim w Pradze.
- 1624 – Do Ameryki Północnej przybyła pierwsza grupa kolonistów holenderskich.
- 1638 – W Ameryce Północnej została założona kolonia Nowa Szwecja.
- 1640 – Młodemu hiszpańskiemu rolnikowi Miguelowi Pellicerowi rzekomo odrosła amputowana 2,5 roku wcześniej noga (cud z Calandy).
- 1644 – Angielska wojna domowa: zwycięstwo wojsk Parlamentu nad Rojalistami w bitwie pod Cheriton.
- 1792 – Gustaw IV Adolf został królem Szwecji.
- 1795 – Ludwig van Beethoven wystąpił po raz pierwszy przed publicznością po przeprowadzce do Wiednia, wykonując pierwszą wersję swojego  Koncertu fortepianowego B-dur.
- 1807 – Niemiecki astronom Heinrich Wilhelm Olbers odkrył planetoidę (4) Westa.
- 1809:
  - Gustaw IV Adolf został zmuszony do abdykacji po klęskach wojennych i utracie Finlandii na rzecz Rosji.
  - Utworzono Wielkie Księstwo Finlandii.
- 1812 – Generał-feldmarszałek Nikołaj Sałtykow został przewodniczącym Komitetu Ministrów Imperium Rosyjskiego.
- 1813 – Przyszły prezydent USA John Tyler ożenił się z Letitią Christian.
- 1827 – W Wiedniu odbył się pogrzeb Ludwiga van Beethovena.
- 1828 – W Lipsku odbyła się premiera opery Wampir Heinricha Marschnera.
- 1831 – W Bośni wybuchło antytureckie powstanie.
- 1836 – W Magdeburgu odbyła się premiera opery komicznej Zakaz miłości albo nowicjuszka z Palermo Richarda Wagnera.
- 1848:
  - Gottfried Ludolf Camphausen został premierem Prus.
  - Z inicjatywy Adama Mickiewicza w Rzymie powstała formacja wojskowa zwana Legionem Mickiewicza.
- 1849 – Wielka Brytania anektowała Pendżab.
- 1859 – Ukazał się pierwszy numer dziennika „The Irish Times”.
- 1861 – Śląsk Austriacki odzyskał autonomię wraz z jej atrybutami w postaci Śląskiego Sejmu Krajowego i rządu krajowego w Opawie.
- 1864 – Wielka Brytania przekazała Grecji Wyspy Jońskie.
- 1867 – Brytyjski parlament przyjął ustawę o utworzeniu Konfederacji Kanady.
- 1868 – Wojna boshin: zwycięstwo stronników cesarskich nad siłami siogunatu w bitwie pod Kōshū-Katsunumą.
- 1871 – Otwarto Royal Albert Hall w Londynie.
- 1875 – Erupcja wulkanu Askja na Islandii.
- 1879:
  - W Moskwie odbyła się premiera opery Eugeniusz Oniegin Piotra Czajkowskiego.
  - Zwycięstwo wojsk brytyjskich nad Zulusami w bitwie pod Kambulą.
- 1882 – W USA założono zakon Rycerzy Kolumba, największą w świecie katolicką organizacją świecką o charakterze charytatywnym.
- 1886 – Austriak Wilhelm Steinitz został pierwszym mistrzem świata w szachach.
- 1899 – Pionier radia Guglielmo Marconi przeprowadził pierwszą transmisję za pomocą telegrafu bezprzewodowego między Wielką Brytanią a kontynentem europejskim.
- 1901 – W Australii odbyły się pierwsze wybory parlamentarne.
- 1911 – Iwan Geszow został premierem Bułgarii.
- 1912 – Robert Falcon Scott, dowódca zakończonej w drodze powrotnej śmiercią wszystkich jej uczestników brytyjskiej wyprawy na biegun południowy, dokonał ostatniego wpisu w swym dzienniku.
- 1913 – Założono argentyński klub piłkarski Aldosivi Mar del Plata.
- 1918 – I wojna światowa: pocisk z niemieckiego tzw. działa paryskiego trafił w trakcie mszy w kościół św. Gerwazego i Protazego położony naprzeciw paryskiego ratusza i spowodował zawalenie sklepienia, w wyniku czego zginęło 88 osób, a 68 zostało rannych.
- 1919 – W Czechosłowacji wyprodukowano pierwszy samochód marki Tatra.
- 1923 – Weszła w życie nowa konstytucja Rumunii.
- 1924 – Bawaria i Stolica Apostolska zawarły konkordat.
- 1925 – W Niemczech odbyła się pierwsza tura przedterminowych wyborów prezydenckich, rozpisanych po niespodziewanej śmierci Friedricha Eberta. W przeprowadzonej 26 kwietnia drugiej turze zwyciężył Paul von Hindenburg.
- 1928 – Ukazała się powieść kryminalna Agathy Christie Tajemnica Błękitnego Expressu.
- 1933 – Walijski dziennikarz Gareth Jones opublikował pierwszy raport dotyczący wielkiego głodu na Ukrainie.
- 1936 – W III Rzeszy odbyły się jednopartyjne wybory do Reichstagu i referendum w sprawie poparcia remilitaryzacji Nadrenii.
- 1938 – Niemiecki Dornier Do 18 ustanowił rekord przelotu bez międzylądowania (8391 km) dla hydroplanu, na trasie od przylądka Start Point w brytyjskim hrabstwie Devon do Caravelas w Brazylii.
- 1939 – Hiszpańska wojna domowa: wojska frankistowskie zajęły miasta: Albacete, Ciudad Real, Cuenca, Jaén i Sagunto.
- 1941:
  - II wojna światowa w Afryce: wojska brytyjskie i południowoafrykańskie wyzwoliły spod okupacji włoskiej Dire Daua w Etiopii.
  - Kampania śródziemnomorska: zakończyła się bitwa u przylądka Matapan u wybrzeży Grecji; okręty marynarek brytyjskiej i australijskiej odniosły miażdżące zwycięstwo nad włoską Regia Marina.
- 1942 – Bitwa o Atlantyk: niemiecki niszczyciel Z26 został ostrzelany i zatopiony na Morzu Barentsa przez krążownik HMS „Trinidad” i niszczyciel HMS „Eclipse”(inne języki) z ochrony konwoju PQ 13, w wyniku czego zginęło 243 członków załogi.
- 1942 – Wojna na Pacyfiku: zwycięstwem Japończyków zakończyła się bitwa o Sumatrę.
- 1943 – W USA wprowadzono reglamentację mięsa, masła i sera.
- 1944 – Bitwa o Atlantyk: na wschód od Islandii brytyjski slup HMS „Starling” zatopił bombami głębinowymi niemiecki okręt podwodny U-961, w wyniku czego zginęła cała, 49-osobowa załoga.
- 1945 – W miejscowości Deutsch Schützen-Eisenberg we wschodniej Austrii zostało zamordowanych 60 żydowskich robotników przymusowych.
- 1947 – Na Madagaskarze wybuchło antyfrancuskie powstanie.
- 1949 – Gen. Husni al-Za’im obalił w bezkrwawym zamachu stanu prezydenta Syrii Szukriego al-Kuwatli i zajął jego miejsce.
- 1951:
  - Amerykańscy komuniści Julius i Ethel Rosenbergowie zostali uznani przez sąd winnymi szpiegostwa na rzecz ZSRR i 5 kwietnia skazani na śmierć.
  - Odbyła się 23. ceremonia wręczenia Oscarów.
- 1959:
  - Premiera komedii filmowej Pół żartem, pół serio w reżyserii Billy’ego Wildera.
  - We francuskim dzienniku „Sud-Ouest Dimnache” ukazała się pierwsza historyjka o przygodach Mikołajka René Goscinnego i Jean-Jacques’a Sempé.
  - W katastrofie lotniczej pod stolicą kraju Bangi zginęło 9 osób, w tym prezydent Republiki Środkowoafrykańskiej Barthélemy Boganda.
- 1960:
  - Dokonano oblotu samolotu pasażerskiego Tu-124.
  - W Londynie odbył się 5. Konkurs Piosenki Eurowizji.
- 1961 – Ratyfikowano 23. poprawkę do konstytucji USA, uprawniającą mieszkańców Dystryktu Kolumbii do głosowania w wyborach prezydenckich.
- 1962 – José María Guido został prezydentem Argentyny.
- 1965 – W Nova Iguaçu koło Rio de Janeiro w wyniku zderzenia pociągu podmiejskiego z wykolejonym pociągiem towarowym zginęło 19 osób, a 33 zostały ranne.
- 1967 – Zwodowano pierwszy francuski atomowy okręt podwodny „Le Redoutable”.
- 1969:
  - W Madrycie odbył się 14. Konkurs Piosenki Eurowizji.
  - Została założona filipińska komunistyczna grupa partyzancka Nowa Armia Ludowa.
- 1970 – 11 dni po obaleniu przez gen. Lon Nola księcia Norodoma Sihanouka i likwidacji Królestwa Kambodży wojska północnowietnamskie rozpoczęły interwencję w utworzonej w jego miejsce Republice Khmerów.
- 1971:
  - Charles Manson i jego wspólnicy zostali skazani na karę śmierci.
  - Prezydent Jugosławii Josip Broz Tito został przyjęty na audiencji przez papieża Pawła VI.
- 1973 – Wojna wietnamska: ostatnie wojska amerykańskie opuściły Wietnam Południowy.
- 1974:
  - Rozpoczęła się seryjna produkcja VW Golfa.
  - Utworzono pierwszy litewski Auksztocki Park Narodowy.
  - W pobliżu miasta Xi’an chińscy rolnicy odkryli grobowiec cesarza Qin Shi Huanga z III wieku p.n.e. ze słynną Terakotową Armią.
- 1976:
  - Gen. Jorge Rafael Videla został prezydentem Argentyny.
  - Odbyła się 48. ceremonia wręczenia Oscarów.
- 1977 – Maung Maung Kha został premierem Birmy.
- 1979 – Krótko po starcie rozbił się należący Quebec Air, mający lecieć z Quebecu do Montrealu, samolot Fairchild F-27, w wyniku czego zginęli wszyscy 3 członkowie załogi i 14 spośród 21 pasażerów.
- 1981:
  - Gen. Roberto Eduardo Viola został prezydentem Argentyny.
  - Odbył się pierwszy Maraton Londyński.
- 1982 – Odbyła się 54. ceremonia wręczenia Oscarów.
- 1983 – W USA wszedł do handlu pierwszy laptop.
- 1984 – Zawodowy zespół futbolu amerykańskiego Baltimore Colts został przeniesiony do Indianapolis.
- 1985 – W Rzymie rozpoczęły się I Światowe Dni Młodzieży.
- 1987 – Na Haiti przyjęto w referendum nową konstytucję.
- 1989:
  - Dwóch czeskich nastolatków porwało w Pradze samolot węgierskich linii lotniczych Malév żądając lotu do USA. Samolot ostatecznie wylądował we Frankfurcie nad Menem.
  - Odbyła się 61. ceremonia wręczenia Oscarów.
- 1990 – Dokonano oblotu samolotu pasażerskiego Ił-114.
- 1992 – Wojna o Naddniestrze: rosyjska 14. Armia włączyła się do walk po stronie separatystów.
- 1993:
  - Édouard Balladur został premierem Francji.
  - Odbyła się 65. ceremonia wręczenia Oscarów.
- 1994:
  - Przedstawiciele chorwackiego rządu i Republiki Serbskiej Krajiny podpisali w Zagrzebiu porozumienie rozejmowe.
  - Został zawarty tzw. kompromis z Janiny dotyczący sposobu głosowania w Radzie Unii Europejskiej po rozszerzeniu Unii w 1995 roku.
- 1996 – Dokonano oblotu amerykańskiego rozpoznawczego aparatu latającego RQ-3 DarkStar.
- 1998:
  - Boeing 727 należący do Ariana Afghan Airlines rozbił się w górach w Afganistanie, w wyniku czego zginęło 45 osób.
  - Na Ukrainie odbyły się wybory parlamentarne.
  - Uruchomiono kanał telewizyjny BBC America.
  - W Portugalii otwarto najdłuższy w Europie Most Vasco da Gamy.
- 1999 – Luis González został prezydentem Paragwaju.
- 2002:
  - Armia izraelska rozpoczęła operację „Ochronna Tarcza” na Zachodnim Brzegu Jordanu.
  - Premiera amerykańskiego thrillera Azyl w reżyserii Davida Finchera.
- 2003:
  - II wojna w Zatoce Perskiej: zwycięstwo wojsk amerykańskich w bitwie pod Nasirijją.
  - Wyłączono jedyny reaktor w japońskiej prototypowej elektrowni atomowej Fugen w pobliżu miasta Tsuruga na wyspie Honsiu.
- 2004:
  - Bułgaria, Estonia, Litwa, Łotwa, Rumunia, Słowacja i Słowenia przystąpiły do NATO.
  - Chiny i Dominika nawiązały stosunki dyplomatyczne.
  - W Irlandii, jako pierwszym kraju na świecie, wprowadzono całkowity zakaz palenia w pubach i restauracjach.
- 2006:
  - Całkowite zaćmienie Słońca widoczne w północnej Afryce, Turcji i Kazachstanie.
  - Isma’il Hanijja został premierem Autonomii Palestyńskiej.
  - Ścigany pod zarzutem popełnienia zbrodni wojennych i przeciw ludzkości były prezydent Liberii Charles Taylor został aresztowany podczas próby przedostania się z Nigerii do Kamerunu.
- 2007 – Co najmniej 80 osób zginęło, a ponad 100 zostało rannych w samobójczym zamachu na targowisku w szyickiej dzielnicy Szab w północnym Bagdadzie.
- 2008 – W Zimbabwe odbyły się wybory prezydenckie i parlamentarne.
- 2009 – W Czarnogórze odbyły się wybory parlamentarne.
- 2010 – W wyniku dwóch samobójczych zamachów bombowych w moskiewskim metrze zginęło 39 osób, a 102 zostały ranne.
- 2011 – 65 osób zginęło, a około 100 zostało rannych w czasie akcji odbijania zajętej przez rebeliantów siedziby władz lokalnych w Tikricie w północnym Iraku.
- 2014 – Andrej Kiska zwyciężył w II turze wyborów prezydenckich na Słowacji, pokonując urzędującego premiera Roberta Fico.
- 2015 – Ubiegający się o reelekcję Islom Karimov wygrał po raz czwarty wybory prezydenckie w Uzbekistanie, uzyskując w I turze 90,39% głosów.
- 2021 – Blokujący od 6 dni Kanał Sueski kontenerowiec „Ever Given” został przesunięty i odholowany na północ, umożliwiając jego ponowne otwarcie.
- 2022 – Inwazja Rosji na Ukrainę: w rosyjskim ataku rakietowym na gmach administracji obwodowej w Mikołajowie zginęło 37 osób, a 36 zostało rannych; rosyjskie wojska zaczęły wycofywać się z pozycji w obwodach kijowskim i czernihowskim.
- 2024 – W wyniku pęknięcia tamy na rzece Ural w Orsku w południowo-zachodniej Rosji zostało zalanych ponad 2 tys. budynków.

## Eksploracja kosmosu
- 1974 – Amerykańska sonda Mariner 10 jako pierwsza zbliżyła się do Merkurego.
- 2011 – Amerykańska sonda MESSENGER przesłała pierwsze zdjęcia Merkurego.

## Urodzili się
- 1187 – Artur I Plantagenet, książę Bretanii, hrabia Andegawenii (zm. 1203)
- 1468 – Karol I Wojownik, książę Sabaudii i Piemontu, hrabia Aosty i Maurienne, tytularny król Cypru i Jerozolimy, margrabia Saluzzo (zm. 1490)
- 1495 – Leonhard Paminger, austriacki teolog luterański, poeta, kompozytor (zm. 1567)
- 1507 – Henryk II Podiebradowicz, książę ziębicki, oleśnicki i bierutowski, tytularny hrabia kłodzki (zm. 1548)
- 1517 – Carlo Carafa, włoski kardynał (zm. 1561)
- 1553 – Wicendzos Kornaros, grecki poeta (zm. 1613/14)
- 1561 – Santorio Santorio, włoski lekarz, fizyk, wynalazca (zm. 1636)
- 1584 – Ferdinando Fairfax, angielski generał, polityk (zm. 1648)
- 1588 – Małgorzata Aldobrandini, księżna Carpineto, Parmy i Piacenzy oraz Castro (zm. 1646)
- 1616 – Johann Erasmus Kindermann, niemiecki kompozytor, organista, pedagog (zm. 1655)
- 1643 – Louis Phélypeaux, francuski hrabia, polityk (zm. 1727)
- 1646 – Benedetto Menzini, włoski poeta (zm. 1708)
- 1664 – Bernardo Maria Conti, włoski kardynał (zm. 1730)
- 1683 – Thomas Forster, brytyjski posiadacz ziemski, polityk (zm. 1738)
- 1689 – John Montagu, brytyjski arystokrata, wojskowy, polityk (zm. 1749)
- 1719 – John Hawkins, brytyjski teoretyk i historyk muzyki (zm. 1789)
- 1728 – Kiriłł Razumowski, kozacki hetman lewobrzeżnej Ukrainy, feldmarszałek rosyjski, wolnomularz (zm. 1803)
- 1735 – Johann Karl August Musäus, niemiecki pisarz, krytyk literacki, filolog, zbieracz baśni (zm. 1787)
- 1746 – Carlo Maria Buonaparte, korsykański prawnik, polityk, ojciec Napoleona Bonapartego (zm. 1785)
- 1747 – Johann Wilhelm Häßler, niemiecki organista, kompozytor (zm. 1822)
- 1759 – Alexander Chalmers, szkocki pisarz, wydawca (zm. 1834)
- 1769 – Nicolas Jean de Dieu Soult, francuski polityk, premier Francji (zm. 1851)
- 1774 – Franciszek Pawłowski, polski duchowny katolicki, biskup pomocniczy warszawski, biskup płocki (zm. 1852)
- 1787 – Carl Sprengel, niemiecki agronom, naukowiec, przemysłowiec (zm. 1859)
- 1788 – Karol Burbon, karlistowski pretendent do tronu Hiszpanii (zm. 1855)
- 1790 – John Tyler, amerykański polityk, wiceprezydent i prezydent USA (zm. 1862)
- 1799:
  - Józef Hiż, polski porucznik, inżynier i topograf wojskowy, uczestnik powstania listopadowego (zm. 1853)
  - Edward Smith-Stanley, brytyjski arystokrata, polityk, premier Wielkiej Brytanii (zm. 1881)
- 1805:
  - Bolesław Potocki, polski ziemianin (zm. 1893)
  - Eugène Schneider, francuski przemysłowiec, metalurg (zm. 1875)
- 1807 – Wincenty Gostkowski, polski prawnik, zegarmistrz, przedsiębiorca (zm. 1884)
- 1815 – Costache Caragiale, rumuński aktor, dramaturg, dyrektor teatru (zm. 1877)
- 1819 – Isaac Mayer Wise, amerykański rabin (zm. 1900)
- 1821:
  - Karl Knies, niemiecki ekonomista (zm. 1898)
  - Sándor Lumniczer, węgierski chirurg (zm. 1892)
- 1824 – Ludwig Büchner, niemiecki filozof, lekarz (zm. 1899)
- 1825 – Franciszek Faà di Bruno, włoski duchowny katolicki, oficer, matematyk, fizyk, architekt, muzyk, błogosławiony (zm. 1888)
- 1826:
  - Cyriak Accord, polski inżynier budowy dróg, działacz niepodległościowy, uczestnik powstania styczniowego (zm. 1881)
  - Christian Almer, szwajcarski wspinacz, przewodnik górski (zm. 1898)
  - Wilhelm Liebknecht, niemiecki polityk pochodzenia żydowskiego (zm. 1900)
- 1829 – Robert Rodes, amerykański inżynier, generał konfederacki (zm. 1864)
- 1832:
  - Theodor Gomperz, austriacki filozof, filolog klasyczny, wykładowca akademicki (zm. 1912)
  - Julius Mařák, czeski malarz (zm. 1899)
- 1833 – Karl Skrzeczka, niemiecki lekarz (zm. 1902)
- 1834 – Girolamo Maria Gotti, włoski kardynał (zm. 1916)
- 1835 – Gustav Zander, szwedzki ortopeda (zm. 1920)
- 1837 – Władysław Sabowski, polski pisarz, dziennikarz, tłumacz (zm. 1888)
- 1847 – Maurice-Charles-Alfred de Cormont, francuski duchowny katolicki, biskup Martyniki oraz Aire i Dax (zm. 1933)
- 1848 – Aleksiej Kuropatkin, rosyjski generał, polityk (zm. 1925)
- 1853:
  - Elihu Thomson, amerykański inżynier, wynalazca, przemysłowiec (zm. 1937)
  - Juliusz Vetter, polski piwowar, filantrop (zm. 1917)
- 1859 – Franciszek Teodor Ejsmond, polski malarz (zm. 1931)
- 1860 – Christen Raunkiær, duński botanik, wykładowca akademicki (zm. 1938)
- 1862 – Viktor Greschik, spiskoniemiecki botanik, historyk (zm. 1946)
- 1863 – Ikujirō Asayama, japoński okulista (zm. 1915)
- 1864 – Joseph Noulens, francuski polityk (zm. 1944)
- 1865:
  - Antoni Listowski, polski generał dywizji (zm. 1927)
  - Gabriel Narutowicz, polski inżynier hydrotechnik, elektryk, polityk, minister spraw zagranicznych, pierwszy prezydent RP (zm. 1922)
- 1867 – Cy Young, amerykański baseballista (zm. 1955)
- 1868 – Selwyn Edge, brytyjski kierowca wyścigowy, przedsiębiorca (zm. 1940)
- 1869:
  - Aleš Hrdlička, czeski antropolog fizyczny, patolog (zm. 1943)
  - Edwin Lutyens, brytyjski architekt (zm. 1944)
- 1870:
  - Alexandre Besredka, rosyjski immunolog, bakteriolog pochodzenia żydowskiego (zm. 1940)
  - Elliott Dexter, amerykański aktor (zm. 1941)
- 1871 – Michaił Simonow, rosyjski generał major, emigrant (zm. po 1922)
- 1873 – Tullio Levi-Civita, włoski matematyk (zm. 1941)
- 1875 – Lou Hoover, amerykańska pierwsza dama (zm. 1944)
- 1876 – Friedrich Traun, niemiecki lekkoatleta, sprinter i średniodystansowiec, tenisista (zm. 1908)
- 1877 – Alois Kayser, niemiecki misjonarz katolicki (zm. 1944)
- 1879 – Waldemar Otte, niemiecki duchowny i teolog katolicki, polityk (zm. 1940)
- 1880 – Walter Guinness, brytyjski arystokrata, polityk (zm. 1944)
- 1881:
  - Tiest van Gestel, holenderski łucznik (zm. 1969)
  - Raymond Hood, amerykański architekt (zm. 1934)
- 1883:
  - Teodor Illera del Olmo, hiszpański zakonnik, męczennik, błogosławiony (zm. 1936)
  - Julian Tokarski, polski mineralog, gleboznawca (zm. 1961)
- 1885 – Dezső Kosztolányi, węgierski prozaik, poeta, dziennikarz, tłumacz (zm. 1936)
- 1887 – Piotr Gelabert Amer, hiszpański jezuita, męczennik, błogosławiony (zm. 1936)
- 1890:
  - Eustachy Białoborski, polski wynalazca, popularyzator nauki (zm. 1960)
  - Harold Spencer Jones, brytyjski astronom (zm. 1960)
- 1891 – Alfred Neubauer, niemiecki kierowca wyścigowy, menedżer (zm. 1980)
- 1892 – József Mindszenty, węgierski duchowny katolicki, arcybiskup Ostrzyhomia, prymas Węgier, kardynał, Sługa Boży (zm. 1975)
- 1893 – Dora Carrington, brytyjska malarka (zm. 1932)
- 1894 – Bob Steele, kanadyjski baseballista (zm. 1962)
- 1895 – Ernst Jünger, niemiecki pisarz, wojskowy (zm. 1998)
- 1896:
  - Wilhelm Ackermann, niemiecki matematyk, pedagog (zm. 1962)
  - Zbigniew Dymmek, polski pianista, kompozytor, dyrygent, pedagog (zm. 1948)
- 1899:
  - Ławrientij Beria, radziecki działacz komunistyczny, szef NKWD pochodzenia gruzińskiego (zm. 1953)
  - Juliusz Malewski, polski polityk, poseł na Sejm PRL (zm. 1981)
- 1900:
  - John McEwen, australijski polityk, premier Australii (zm. 1980)
  - Charles Sutherland Elton, brytyjski zoolog, ekolog (zm. 1991)
  - Jiří Wolker, czeski poeta (zm. 1924)
- 1901:
  - Roman Kiełkowski, polski prawnik, pisarz, dziennikarz, publicysta (zm. 1980)
  - Ewen Montagu, brytyjski prawnik, funkcjonariusz wywiadu, pisarz (zm. 1985)
- 1902:
  - Marcel Aymé, francuski pisarz (zm. 1967)
  - Onslow Stevens, amerykański aktor (zm. 1977)
  - William Walton, brytyjski kompozytor (zm. 1983)
- 1903 – Franciszek Lubelski, polski aktor (zm. 1975)
- 1904 – Zofia Dunajczan, polska koronczarka (zm. 1985)
- 1905:
  - Philip Ahn, amerykański aktor pochodzenia koreańskiego (zm. 1978)
  - Edward Burra, brytyjski malarz surrealista (zm. 1976)
  - Maria Gabrielis, niemiecka franciszkanka misjonarka, męczennica (zm. 1945)
- 1906:
  - James Bausch, amerykański lekkoatleta, wieloboista (zm. 1974)
  - E. Power Biggs, amerykański organista pochodzenia brytyjskiego (zm. 1977)
- 1907:
  - Willie Goodsir-Cullen, indyjski hokeista na trawie (zm. 1994)
  - Jacek Żuławski, polski malarz, grafik, rzeźbiarz, taternik, pedagog (zm. 1976)
- 1908:
  - Arthur O’Connell, amerykański aktor (zm. 1981)
  - Bob Weighton, brytyjski superstulatek, najstarszy mężczyzna na świecie (zm. 2020)
- 1909:
  - Danijał Kerymbajew, radziecki i kazachski polityk (zm. 1982)
  - Ryszard Wroczyński, polski pedagog, historyk wychowania (zm. 1987)
- 1910:
  - Dido Kvaternik, chorwacki polityk, działacz nacjonalistyczny (zm. 1962)
  - Gabriele Salviati, włoski lekkoatleta, sprinter (zm. 1987)
- 1911:
  - Luís Mesquita de Oliveira, brazylijski piłkarz (zm. 1983)
  - Freya von Moltke, niemiecka działaczka opozycji antynazistowskiej (zm. 2010)
- 1912:
  - Ernst von Delius, niemiecki kierowca wyścigowy (zm. 1937)
  - Franciszek Monzón Romeo, hiszpański dominikanin, męczennik, błogosławiony (zm. 1936)
  - Hanna Reitsch, niemiecka pilotka, oblatywaczka, rekordzistka sportów szybowcowych (zm. 1979)
- 1913 – Ronald Stuart Thomas, walijski poeta (zm. 2000)
- 1914 – Iwan Podgornyj, radziecki generał pułkownik lotnictwa (zm. 1996)
- 1916:
  - Peter Geach, brytyjski filozof, wykładowca akademicki (zm. 2013)
  - Eugene McCarthy, amerykański polityk, senator (zm. 2005)
  - John Warburton Paul, brytyjski wojskowy, administrator kolonialny (zm. 2004)
- 1917 – Witold Hensel, polski historyk, mediewista, archeolog, wykładowca akademicki, polityk, poseł na Sejm PRL (zm. 2008)
- 1918 – Pearl Bailey, amerykańska aktorka (zm. 1980)
- 1919:
  - Eileen Heckart, amerykańska aktorka (zm. 2001)
  - Ryszard Rosin, polski historyk, mediewista (zm. 2002)
- 1920:
  - Leif O. Hveem, norweski żużlowiec (zm. 1964)
  - Hieronim Konieczka, polski aktor (zm. 1994)
  - Gottfried Weilenmann, szwajcarski kolarz szosowy (zm. 2018)
- 1921:
  - Ryszard Chmieloch, polski podporucznik łączności, żołnierz AK, cichociemny (zm. 1944?)
  - Tad Danielewski, amerykański reżyser i producent filmowy pochodzenia polskiego (zm. 1993)
  - Jacqueline Joubert, francuska reżyserka, prezenterka i producentka telewizyjna (zm. 2005)
- 1922:
  - Bolesław Boczek, polski prawnik, politolog, wykładowca akademicki (zm. 2018)
  - Stanisław Santor, polski skrzypek (zm. 1999)
- 1923: 
  - Hernán Carrasco, chilijski trener piłkarski (zm. 2023)
  - Geoff Duke, brytyjski motocyklista wyścigowy (zm. 2015)
- 1924 – Marian Markiewicz, polski kapitan Wojska Polskiego, żołnierz Okręgu Nowogródek Armii Krajowej, żołnierz niezłomny (zm. 2022)
- 1925:
  - Dawid Cimakuridze, gruziński zapaśnik (zm. 2006)
  - Ludmiła Ladowa, rosyjska piosenkarka, pianistka, kompozytorka (zm. 2021)
  - Rafał Molski, polski matematyk, wykładowca akademicki pochodzenia żydowskiego (zm. 2000)
- 1926:
  - Lino Aldani, włoski nauczyciel, pisarz science fiction, szachista, samorządowiec (zm. 2009)
  - Czesław Druet, polski oceanolog (zm. 2016)
  - Mosze Sanbar, izraelski ekonomista (zm. 2012)
  - Stewart Sharpless, amerykański astronom (zm. 2013)
- 1927:
  - Martin Fleischmann, amerykański elektrotechnik pochodzenia żydowskiego (zm. 2012)
  - John Vane, brytyjski farmakolog, laureat Nagrody Nobla pochodzenia żydowskiego (zm. 2004)
- 1928:
  - Vincent Gigante, amerykański mafioso pochodzenia włoskiego (zm. 2005)
  - Aleksandr Kaczanow, radziecki i rosyjski polityk (zm. 2020)
  - Philip Locke, brytyjski aktor (zm. 2004)
- 1929:
  - Sheila Kitzinger, brytyjska antropolog, działaczka społeczna (zm. 2015)
  - Richard Lewontin, amerykański genetyk, biolog (zm. 2021)
  - Lennart Meri, estoński dziennikarz, publicysta, polityk, prezydent Estonii (zm. 2006)
  - Wadim Miedwiediew, rosyjski ekonomista, polityk (zm. 2025)
  - Olga Tass, węgierska gimnastyczka sportowa (zm. 2020)
- 1930:
  - Lima Duarte, brazylijski aktor
  - Anerood Jugnauth, maurytyjski polityk, premier i prezydent Mauritiusa (zm. 2021)
- 1931:
  - Zbigniew Jerzy Bukowski, polski archeolog (zm. 2024)
  - Aleksiej Gubariew, radziecki kosmonauta (zm. 2015)
  - Víctor Manuel López Forero, kolumbijski duchowny katolicki, biskup Socorro y San Gil, arcybiskup Bucaramanga (zm. 2023)
  - Arne Selmosson, szwedzki piłkarz (zm. 2002)
  - Halina Słonicka, polska śpiewaczka operowa (sopran), pedagog (zm. 2000)
  - Stanisław Stanuch, polski pisarz, publicysta, reportażysta (zm. 2005)
  - Norman Tebbit, brytyjski dziennikarz, polityk, minister handlu i przemysłu, kanclerz Księstwa Lancaster (zm. 2025)
- 1932 – Mauro Chiabrando, włoski samorządowiec, polityk, eurodeputowany (zm. 2016)
- 1933:
  - Jacques Brault, kanadyjski pisarz, poeta (zm. 2022)
  - Marc Roguet, francuski jeździec sportowy
  - Andrzej Stojowski, polski pisarz (zm. 2006)
- 1934 – Lech Szyszko, polski ekonomista, nauczyciel akademicki (zm. 2005)
- 1935:
  - Mercedes de Jesús Egido, hiszpańska zakonnica, Służebnica Boża (zm. 2004)
  - Jerzy Gruba, polski generał MO (zm. 1991)
  - Wolfgang Uhlmann, niemiecki szachista (zm. 2020)
- 1936:
  - Władysław Bułka, polski dziennikarz, związkowiec, polityk, poseł na Sejm i senator RP (zm. 2017)
  - Mogens Camre, duński polityk (zm. 2016)
  - Wacław Długosz, polski koszykarz (zm. 1997)
  - John Durkin, amerykański polityk, senator (zm. 2012)
  - Helena Przybyłek-Porębna, polska motornicza, jedna z bohaterek Poznańskiego Czerwca (zm. 1993)
- 1937:
  - Akio Jissoji, japoński reżyser filmowy (zm. 2006)
  - Bruno Mora, włoski piłkarz, trener (zm. 1986)
- 1938:
  - Barry Jackson, brytyjski aktor (zm. 2013)
  - Włodzimierz Milcarz, polski inżynier hutnik, samorządowiec, polityk, prezydent Ostrowca Świętokrzyskiego (zm. 2023)
  - Manuel Monteiro de Castro, portugalski kardynał
- 1939:
  - Kazimierz Bobowski, polski historyk, wykładowca akademicki (zm. 2023)
  - Terence Hill, włoski aktor, reżyser, scenarzysta i producent filmowy
  - Kent Mitchell, amerykański wioślarz (sternik)
- 1940:
  - Graham Booth, brytyjski polityk (zm. 2011)
  - Astrud Gilberto, brazylijska piosenkarka jazzowa (zm. 2023)
  - Wiktor Serebrianikow, ukraiński piłkarz, trener (zm. 2014)
  - Hal Stalmaster, amerykański aktor
  - Mario Velarde, meksykański piłkarz, trener (zm. 1997)
  - Stanisław Wąsik, polski polityk, poseł na Sejm RP
  - Julian Żejmo, polski operator filmowy
- 1941:
  - Violeta Andrei, rumuńska aktorka
  - Julio César Cortés, urugwajski piłkarz, trener (zm. 2025)
  - Renato Corsetti, włoski ekonomista, językoznawca, esperantysta, prezes TEJO (zm. 2025)
  - James Hansen, amerykański fizyk, klimatolog
  - Ayano Shibuki, japońska siatkarka
  - Joseph H. Taylor Jr., amerykański astrofizyk, laureat Nagrody Nobla
- 1942:
  - Larry Lee Pressler, amerykański polityk, senator
  - Jolanta Skangiel-Kramska, polska biochemik, profesor
  - Jerzy Uziębło, polski kapitan żeglugi wielkiej, działacz państwowy
  - Scott Wilson, amerykański aktor (zm. 2018)
- 1943:
  - Jan Banaś, polski piłkarz
  - Paola Binetti, włoska lekarka, naukowiec, polityk
  - Eric Idle, brytyjski aktor, członek grupy Monty Pythona
  - Marcin Kudej, polski prawnik (zm. 2007)
  - John Major, brytyjski polityk, premier Wielkiej Brytanii
  - Vangelis, grecki muzyk, twórca muzyki elektronicznej i filmowej (zm. 2022)
- 1944:
  - Nana Akufo-Addo, ghański polityk, prezydent Ghany
  - Terry Jacks, kanadyjski piosenkarz, kompozytor, producent muzyczny
  - Ilsa Konrads, australijska pływaczka pochodzenia łotewskiego
  - Denny McLain, amerykański baseballista
  - Rino Passigato, włoski duchowny katolicki, arcybiskup, nuncjusz apostolski
  - Bill Vukovich Jr., amerykański kierowca wyścigowy (zm. 2023)
  - Witold Więsław, polski matematyk, historyk matematyki (zm. 2023)
- 1945:
  - Walt Frazier, amerykański koszykarz
  - Marta Heflin, amerykańska aktorka (zm. 2013)
  - Małgorzata Jedynak-Pietkiewicz, polska dziennikarka (zm. 2013)
  - Stanisław Stańdo, polski ekonomista, inżynier, polityk, poseł na Sejm RP
- 1946:
  - Piotr Müldner-Nieckowski, polski lekarz, pisarz, językoznawca
  - Robert J. Shiller, amerykański ekonomista, laureat Nagrody Banku Szwecji im. Alfreda Nobla w dziedzinie ekonomii
  - Krystyna Turowska, polska biegaczka narciarska
  - Bruce Weber, amerykański fotograf mody, filmowiec
- 1947:
  - Janusz Barta, polski prawnik (zm. 2021)
  - Janusz Berner, polski poeta (zm. 2005)
  - Inge Bödding, niemiecka lekkoatletka, sprinterka
  - Zbigniew Galek, polski polityk, poseł na Sejm RP (zm. 2008)
  - Juozas Juocevičius, litewski bokser (zm. 2024)
  - Ryszard Katus, polski lekkoatleta, wieloboista
  - Bobby Kimball, amerykański wokalista, członek zespołu Toto
  - Kuniaki Shibata, japoński bokser
  - Aleksandr Wiktorienko, rosyjski pilot wojskowy, kosmonauta (zm. 2023)
- 1948:
  - Bud Cort, amerykański aktor, reżyser i scenarzysta filmowy
  - Andrzej Kryże, polski prawnik, sędzia, polityk
  - Henryk Narewski, polski malarz, grafik, animator kultury
- 1949:
  - Michael Brecker, amerykański saksofonista jazzowy (zm. 2007)
  - Dave Greenfield, brytyjski klawiszowiec, członek zespołu The Stranglers (zm. 2020)
  - Jurij Sztern, izraelski polityk (zm. 2007)
- 1950:
  - Mukar Cholponbayev, kirgiski polityk, minister sprawiedliwości (zm. 2020)
  - Henryk Gmiterek, polski historyk, wykładowca akademicki
  - Mory Kanté, gwinejski wokalista, muzyk (zm. 2020)
  - Barry Pearl, amerykański aktor
  - Dennis Wuycik, amerykański koszykarz
- 1951:
  - Arkadiusz Błochowiak, polski urzędnik państwowy, samorządowiec, członek zarządu województwa wielkopolskiego (zm. 2025)
  - Roger Myerson, amerykański ekonomista, wykładowca akademicki, laureat Nagrody Banku Szwecji im. Alfreda Nobla w dziedzinie ekonomii
  - Jarosław Śmietana, polski gitarzysta jazzowy (zm. 2013)
- 1952:
  - Rainer Bonhof, niemiecki piłkarz
  - Teófilo Stevenson, kubański bokser (zm. 2012)
  - Bola Tinubu, nigeryjski polityk, prezydent Nigerii
- 1953:
  - Georg Klein, niemiecki pisarz
  - Rudi Lochner, niemiecki bobsleista
- 1954:
  - Achmed Dogan, bułgarski polityk
  - Patrice Neveu, francuski piłkarz, trener
  - Marek Pięta, polski piłkarz, działacz piłkarski (zm. 2016)
  - Gérard Soler, francuski piłkarz
  - Helen Volk, zimbabwejska hokeistka na trawie
- 1955:
  - Brendan Gleeson, irlandzki aktor
  - Marina Sirtis, amerykańska aktorka pochodzenia greckiego
  - Dmytro Sydor, rusiński działacz społeczny i polityczny
  - Włodzimierz Zieliński, polski piłkarz ręczny
- 1956:
  - Ferenc Csongrádi, węgierski piłkarz, trener
  - Jerzy Kalibabka, polski przestępca, uwodziciel (zm. 2019)
  - Alojzy Nowak, polski ekonomista
  - Iwona Sielicka, polska siatkarka
- 1957:
  - Ewa Filipiak, polska działaczka samorządowa, polityk, burmistrz Wadowic, poseł na Sejm RP
  - Michael Foreman, amerykański inżynier, astronauta
  - Elizabeth Hand, amerykańska pisarka
  - Christopher Lambert, amerykańsko-francuski aktor, scenarzysta i producent filmowy
- 1958:
  - Giuseppe Cuccarini, włoski trener siatkówki
  - Leszek Jamroziński, polski kajakarz
  - Nouriel Roubini, amerykański ekonomista pochodzenia żydowskiego
  - Victor Salva, amerykański reżyser i scenarzysta filmowy
  - Tsutomu Sonobe, japoński piłkarz
- 1959:
  - Perry Farrell, amerykański muzyk, wokalista, członek zespołu Jane’s Addiction
  - Boris Komnenić, serbski aktor (zm. 2021)
  - Brad McCrimmon, kanadyjski hokeista, trener (zm. 2011)
  - Dariusz Muszer, polsko-niemiecki prozaik, poeta, publicysta, eseista, krytyk literacki, dramaturg, tłumacz
  - Pascal N’Koué, beniński duchowny katolicki, arcybiskup Parakou
- 1960:
  - Adam Cyrański, polski inżynier, polityk, poseł na Sejm RP
  - József Kardos, węgierski piłkarz (zm. 2022)
  - Jo Nesbø, norweski pisarz, muzyk
  - Hiromi Tsuru, japońska aktorka głosowa (zm. 2017)
- 1961:
  - Gary Brabham, australijski kierowca wyścigowy
  - Gabriela Canavilhas, portugalska pianistka, pedagog, polityk
  - Doug Heveron, amerykański kierowca wyścigowy
  - Naomi Higuchi, japoński zapaśnik
  - Jan Kohout, czeski dyplomata, polityk
  - Mieczysław Mokrzycki, polski duchowny katolicki, arcybiskup metropolita lwowski
  - Amy Sedaris, amerykańska aktorka
  - Florin Segărceanu, rumuński tenisista
  - Miroslav Trnka, słowacki przedsiębiorca
  - Giommaria Uggias, włoski prawnik, polityk, eurodeputowany
  - Michael Winterbottom, brytyjski reżyser i producent filmowy
- 1962:
  - Billy Beane, amerykański baseballista
  - Heike Lehmann, niemiecka siatkarka
  - Stanisław Olejniczak, polski lektor
  - Elena Sofia Ricci, włoska aktorka
- 1963:
  - Robert F. Barkowski, polski pisarz
  - Rajmond Debevec, słoweński strzelec sportowy
  - Marek Domin, polski polityk, samorządowiec, poseł na Sejm RP, burmistrz Biskupca (zm. 2019)
  - Aleksandr Ignatienko, rosyjski zapaśnik
  - Dirk Niebel, niemiecki polityk
- 1964:
  - Catherine Cortez Masto, amerykańska polityk, senator
  - Alberto Di Chiara, włoski piłkarz
  - Piotr Litwa, polski inżynier, samorządowiec, wojewoda śląski
  - Elle Macpherson, australijska modelka, aktorka
  - Zbigniew Zieliński, polski siatkarz
- 1965:
  - Júnior Negão, brazylijski piłkarz plażowy
  - William Oefelein, amerykański komandor, inżynier, astronauta
  - Stanisław Papież, polski dziennikarz, polityk, poseł na Sejm RP (zm. 2023)
  - Wula Patulidu, grecka lekkoatletka, płotkarka i skoczkini w dal
  - Foto Strakosha, albański piłkarz, bramkarz
- 1966:
  - Krasimir Bałykow, bułgarski piłkarz, trener
  - Jeroen Dijsselbloem, holenderski ekonomista, polityk
  - Mirco Gennari, sanmaryński piłkarz
  - Sigrid Kirchmann, austriacka lekkoatletka, skoczkini wzwyż
  - Krzysztof Kłak, polski polityk, samorządowiec, poseł na Sejm RP
- 1967:
  - Ainārs Bagatskis, łotewski koszykarz, trener
  - Nathalie Cardone, francuska aktorka, piosenkarka pochodzenia sycylijsko-hiszpańskiego
  - Michel Hazanavicius, francuski reżyser i scenarzysta filmowy
  - Héctor Medrano, meksykański piłkarz, trener
  - Artur Smółko, polski dziennikarz, polityk, poseł na Sejm RP
- 1968:
  - Alan Budikusuma, indonezyjski badmintonista
  - Lucy Lawless, nowozelandzka aktorka, piosenkarka
  - Petko Petkow, bułgarski piłkarz, trener
  - Jurij Suchorukow, ukraiński strzelec sportowy
- 1969:
  - Michał Banach, polski aktor
  - Kim Batten, amerykańska lekkoatletka, płotkarka
  - David Helpling, amerykański muzyk, kompozytor
  - Ted Lieu, amerykański polityk, kongresman
  - Shin’ichi Mochizuki, japoński matematyk
  - Kai Nurminen, fiński hokeista
  - Jason Rebello, brytyjski pianista jazzowy, producent muzyczny
  - Sirisak Yodyardthai, tajski piłkarz, trener
- 1970:
  - Danuta Gruszka, polska szachistka
  - Wiaczesław Jeremejew, ukraiński piłkarz, trener pochodzenia rosyjskiego
- 1971:
  - Néstor Almanza, kubański zapaśnik
  - Kim Mi-jung, południowokorańska judoczka
  - Hidetoshi Nishijima, japoński aktor
  - Veljko Uskoković, czarnogórski piłkarz wodny
  - Mariola Wawrzusiak, polska rzeźbiarka, pedagog
  - Maciej Zieliński, polski kompozytor
- 1972:
  - Michel Ancel, francuski reżyser i projektant gier komputerowych
  - Hera Björk, islandzka piosenkarka, autorka tekstów
  - Rui Costa, portugalski piłkarz
  - Piet-Hein Geeris, holenderski hokeista na trawie
  - Milton Wynants, urugwajski kolarz szosowy i torowy
- 1973:
  - Brad Bridgewater, amerykański pływak
  - Marc Overmars, holenderski piłkarz
  - Steve Smith, brytyjski lekkoatleta, skoczek wzwyż
- 1974:
  - Marc Gené, hiszpański kierowca wyścigowy
  - Cyril Julian, francuski koszykarz
  - Reni Jusis, polska piosenkarka, kompozytorka, autorka tekstów, producentka muzyczna
  - Sławomira Szpek, polska strzelczyni sportowa
  - Tomasz Wygoda, polski tancerz, aktor, choreograf, pedagog
- 1975:
  - Jan Bos, holenderski łyżwiarz szybki
  - Alois Bunjira, zimbabwejski piłkarz
  - Korie Hlede, chorwacka koszykarka, trenerka
  - Peep Peterson, estoński związkowiec, polityk
  - Yannick Renier, belgijski aktor
- 1976:
  - Igor Astarloa, hiszpański kolarz szosowy
  - Jennifer Capriati, amerykańska tenisistka
  - Charlotte Martin, amerykańska piosenkarka
- 1977:
  - Kristina Brandi, portorykańska tenisistka
  - Bevan Docherty, nowozelandzki triathlonista
  - Patryk Gabriel, polski samorządowiec, polityk, poseł na Sejm RP
  - Nóra Medvegy, węgierska szachistka
  - Rūta Paškauskienė, litewska tenisistka stołowa
  - Djabir Saïd-Guerni, algierski lekkoatleta, średniodystansowiec
  - Anja Schache, niemiecka florecistka
- 1978:
  - Mattias Andersson, szwedzki piłkarz ręczny, bramkarz
  - Christo Cwetanow, bułgarski siatkarz
  - Jeffrey Parazzo, kanadyjski aktor pochodzenia filipińsko-nowozelandzkiego
  - Igor Rakočević, serbski koszykarz
- 1979:
  - Anna Grycewicz, polska aktorka
  - Piotr Gutkowski, polski wokalista, członek zespołu Indios Bravos
  - Wojciech Mozer, polski judoka
  - Karolina Rakieć, polska lekkoatletka, biegaczka długodystansowa
- 1980:
  - Adriana Chinchilla, kostarykańska siatkarka
  - Bill Demong, amerykański kombinator norweski
  - Piotr Głowacki, polski aktor
  - Hamza ibn al-Husajn, jordański książę
  - Gintaras Kadžiulis, litewski koszykarz, trener
  - Libor Pivko, czeski hokeista
  - Bruno Silva, urugwajski piłkarz
  - Natalja Żukowa, kazachska siatkarka
- 1981:
  - Admiral T, francuski piosenkarz
  - Mattias Andréasson, szwedzki piosenkarz
  - Micheil Dżanelidze, gruziński przedsiębiorca, polityk
  - Nadine Härdter, niemiecka piłkarka ręczna
  - Megan Hilty, amerykańska aktorka i piosenkarka
  - Jlloyd Samuel, angielski piłkarz (zm. 2018)
  - Jussi Veikkanen, fiński kolarz szosowy
  - Aleksiej Wasilczenko, kazachski hokeista
- 1982:
  - Barei, hiszpańska piosenkarka
  - Jay Brannan, amerykański piosenkarz, autor tekstów, aktor
  - Eddie Chambers, amerykański bokser
  - Tyrone Edgar, brytyjski lekkoatleta, sprinter
  - Florian Kilama, francuski siatkarz
  - Paulo César Motta, gwatemalski piłkarz, bramkarz
- 1983:
  - Efstatios Aloneftis, cypryjski piłkarz
  - Monica Grimsrud, norweska lekkoatletka, tyczkarka
  - Youssef Saad Kamel, bahrajński lekkoatleta, średniodystansowiec pochodzenia kenijskiego
  - Miki Shimada, japońska siatkarka
- 1984:
  - Nikki Blue, amerykańska koszykarka, trenerka
  - Mohamed Bouazizi, tunezyjski sprzedawca uliczny (zm. 2011)
  - Eliran Danin, izraelski piłkarz
  - Michał Dębiec, polski siatkarz
  - Jenning Huizenga, holenderski kolarz szosowy i torowy
  - Roman Kienast, austriacki piłkarz
  - Francisco Machado, hiszpański piłkarz
  - Marcus Vinícius, brazylijski piłkarz
  - Juan Mónaco, argentyński tenisista
  - Mark Paragua, filipiński szachista
  - Walerija Sorokina, rosyjska badmintonistka
  - Jukka Vastaranta, fiński kolarz górski i szosowy
- 1985:
  - Fernando Amorebieta, wenezuelski piłkarz
  - Artur Brzozowski, polski lekkoatleta, chodziarz
  - Christiane Fürst, niemiecka siatkarka
  - Katia Kokoriewa, rosyjska modelka
  - Mirusia Louwerse, australijska śpiewaczka operowa (sopran) pochodzenia holenderskiego
  - Souhir Madani, algierska judoczka
  - Stuart Musialik, australijski piłkarz pochodzenia polskiego
  - Edwin Valencia, kolumbijski piłkarz
  - Petr Vrána, czeski hokeista
- 1986:
  - Yuri Alvear, kolumbijska judoczka
  - Xabier Castillo, hiszpański piłkarz
  - Sylvan Ebanks-Blake, angielski piłkarz
  - Denys Jakowlew, ukraiński koszykarz
  - Jardel, brazylijski piłkarz
  - Romina Oprandi, włoska tenisistka
  - Paweł Podsiadło, polski piłkarz ręczny
  - Ross Rennie, szkocki rugbysta
  - Cole Skuse, angielski piłkarz
- 1987:
  - Chris Ashton, angielski rugbysta
  - Vojtěch Hačecký, czeski kolarz torowy i szosowy
  - Dimitri Payet, francuski piłkarz
  - Éric Piorkowski, polsko-francuski rugbysta
  - Mohammad Samimi, irański lekkoatleta, dyskobol
  - Marc Valiente, hiszpański piłkarz
  - Dénes Varga, węgierski piłkarz wodny
  - Lucas Viatri, argentyński piłkarz pochodzenia włoskiego
- 1988:
  - Tacciana Lichtarowicz, białoruska koszykarka
  - Bojana Drča, serbska siatkarka
  - Marek Suchý, czeski piłkarz
  - Jürgen Zopp, estoński tenisista
- 1989:
  - Lorin Dixon, amerykańska koszykarka
  - Arnold Peralta, honduraski piłkarz (zm. 2015)
  - James Tomkins, angielski piłkarz
  - Tomáš Vaclík, czeski piłkarz, bramkarz
  - Latavious Williams, amerykański koszykarz
- 1990:
  - Bonson, polski raper
  - Timothy Chandler, amerykański piłkarz pochodzenia niemieckiego
  - Joris Delle, francuski piłkarz, bramkarz
  - Yassine El Kharroubi, marokański piłkarz, bramkarz
  - Orgest Gava, albański piłkarz
  - Wilson Kamavuaka, kongijski piłkarz
  - Travis Leslie, amerykański koszykarz
  - Mirłan Murzajew, kirgiski piłkarz
  - Carlos Peña, meksykański piłkarz
  - Teemu Pukki, fiński piłkarz
  - Kasey Smith, irlandzka piosenkarka
  - Darja Stolarowa, rosyjska siatkarka
  - Sanja Trivunović, serbska siatkarka
- 1991:
  - Fabio Borini, włoski piłkarz
  - Marek Daćko, polski piłkarz ręczny
  - N’Golo Kanté, francuski piłkarz pochodzenia malijskiego
  - Ben Marshall, angielski piłkarz
  - Hayley McFarland, amerykańska piosenkarka, aktorka, tancerka
  - Toni Rajala, fiński hokeista
  - Marten de Roon, holenderski piłkarz
- 1992:
  - Lewan Arabuli, gruziński zapaśnik
  - Anna Kawecka, polska pływaczka
  - Milan Rundić, serbski piłkarz
- 1993:
  - Douglas Bergqvist, szwedzki piłkarz
  - Tomasz Calligaro, włoski siatkarz pochodzenia polskiego
  - Lorenzo Faravelli, argentyński piłkarz
  - Thorgan Hazard, belgijski piłkarz
  - Maciej Kowalonek, polski siatkarz
  - Sebastián Pérez, kolumbijski piłkarz
  - Izmir Smajlaj, albański lekkoatleta, skoczek w dal
- 1994:
  - Ezra Fieremans, belgijski aktor
  - Gustavo, brazylijski piłkarz
  - Dušan Lagator, czarnogórski piłkarz
  - Channon Thompson, trynidadzko-tobagijska siatkarka
  - Óscar Whalley, hiszpański piłkarz pochodzenia brytyjsko-meksykańskiego
  - Tom Wilson, kanadyjski hokeista
- 1995:
  - Kamila Ciba, polska lekkoatletka, sprinterka
  - Kay Felder, amerykański koszykarz
  - Amy Fraser, kanadyjska narciarka dowolna
  - Frantzdy Pierrot, haitański piłkarz
  - Álvaro Montero, kolumbijski piłkarz, bramkarz
  - Paul Seguin, niemiecki piłkarz
  - Gunnar Vatnhamar, farerski piłkarz
  - Przemysław Waściński, polski lekkoatleta, sprinter
- 1996:
  - Wade Baldwin, amerykański koszykarz
  - Max Fricke, australijski żużlowiec
  - Ksienija Lewczenko, rosyjska koszykarka
  - Richard Sánchez, paragwajski piłkarz
- 1997:
  - Hakop Hakopian, ormiański piłkarz
  - Arón Piper, hiszpański aktor pochodzenia niemieckiego
  - Ałtynaj Satyłgan, kazachska zapaśniczka
  - Bram Welten, holenderski kolarz szosowy
  - Leah Williamson, angielska piłkarka
  - Tomasz Wiśniewski, polski piłkarz ręczny, bramkarz
  - Maciej Wolski, polski piłkarz
- 1998:
  - Mia-Lahnee Aquino, guamska zapaśniczka
  - Aida Bajazitowa, rosyjska biegaczka narciarska
  - Ołeksij Bykow, ukraiński piłkarz
  - Lee Zii Jia, malezyjski badmintonista pochodzenia chińskiego
- 1999:
  - Esequiel Barco, argentyński piłkarz
  - Gerald Díaz, portorykański piłkarz
  - Adis Lagumdzija, turecki siatkarz pochodzenia bośniackiego
  - Bartosz Slisz, polski piłkarz
- 2000:
  - Gabriel Grando, brazylijski piłkarz, bramkarz
  - Nadija Kunina, ukraińska piłkarka
  - Kamil Nowacki, polski żużlowiec
  - Juan Manuel Sanabria, urugwajski piłkarz
- 2001:
  - Alexis Beka Beka, francuski piłkarz pochodzenia kongijskiego
  - Lucas Beltrán, argentyński piłkarz pochodzenia włoskiego
  - Gastón Benedetti, argentyński piłkarz
  - Wiktor Pleśnierowicz, polski piłkarz
- 2002:
  - Ewelina Śmiałek, polska koszykarka
  - Bastien Tronchon, francuski kolarz szosowy
- 2004 – Alena Falej, białoruska tenisistka
- 2006:
  - Christina Feicht, niemiecka skoczkini narciarska
  - Henry Searle, brytyjski tenisista

## Zmarli
- 87 p.n.e. – Han Wudi, cesarz Chin (ur. 156 p.n.e.)
- 57 – Liu Xiu, cesarz Chin (ur. 5 p.n.e.)
- 1058 – Stefan IX, papież (ur. ok. 1000)
- 1368 – Go-Murakami, cesarz Japonii (ur. 1328)
- 1416 – Eutymiusz II, patriarcha Konstantynopola (ur. ?)
- 1461 – Jan z Jani, polski rycerz, współtwórca Związku Pruskiego, członek Towarzystwa Jaszczurczego, starosta gniewski, wojewoda pomorski (ur. ?)
- 1467 – Mateusz Paleolog Asen, bizantyński arystokrata (ur. 1405)
- 1512 – Łukasz Watzenrode, polski duchowny katolicki, biskup warmiński, dyplomata, mecenas sztuki i nauki (ur. 1447)
- 1518 – Bandinello Sauli, włoski kardynał (ur. 1494)
- 1519 – Franciszek II Gonzaga, włoski kondotier, markiz Mantui (ur. 1466)
- 1550 – Stanisław Łaski, polski publicysta, wojewoda sieradzki, teoretyk wojskowości, podróżnik, dyplomata (ur. 1491)
- 1611 – Szymon Syreński, polski botanik (ur. ok. 1540)
- 1612 – Anna Katarzyna Hohenzollern, królowa Danii i Norwegii (ur. 1575)
- 1622 – Matthias Heintze, niemiecki malarz (ur. ?)
- 1627 – Jonasz (Archangielski), rosyjski biskup prawosławny (ur. ?)
- 1629 – Jacob de Gheyn II, holenderski malarz, rytownik (ur. 1565)
- 1636 – Rafał Leszczyński, polski szlachcic, polityk, mecenas sztuki (ur. 1579)
- 1658 – Bertuccio Valiero, doża Wenecji (ur. 1596)
- 1697 – Nicolaus Bruhns niemiecki kompozytor, organista, skrzypek, śpiewak (ur. 1665)
- 1713 – Christian Thomesen Carl, duński oficer marynarki wojennej (ur. 1676)
- 1772 – Emanuel Swedenborg, szwedzki naukowiec, filozof, mistyk (ur. 1688)
- 1788 – Charles Wesley, brytyjski teolog protestancki (ur. 1707)
- 1792 – Gustaw III, król Szwecji (ur. 1746)
- 1794 – Jean Condorcet, francuski filozof, matematyk, ekonomista, polityk (ur. 1743)
- 1796:
  - François de Charette, francuski rojalista, generał powstańców wandejskich (ur. 1763)
  - Charles Emil Lewenhaupt (młodszy), szwedzki generał kawalerii (ur. 1721)
  - Pawieł Potiomkin, rosyjski hrabia, generał, poeta, dramaturg, tłumacz (ur. 1743)
- 1800 – Marc René de Montalembert, francuski arystokrata, generał (ur. 1714)
- 1803 – Gottfried van Swieten, holenderski dyplomata w służbie austriackiej (ur. 1733)
- 1808 – Heinrich August Wrisberg, niemiecki anatom, położnik (ur. 1739)
- 1818 – Alexandre Pétion, haitański polityk, prezydent Haiti (ur. 1770)
- 1824 – Hans Nielsen Hauge, norweski kaznodzieja, reformator religijny (ur. 1771)
- 1826 – Johann Heinrich Voss, niemiecki poeta, tłumacz (ur. 1751)
- 1847 – Emmanuel de Grouchy, francuski generał, marszałek i par Francji (ur. 1766)
- 1848 – John Jacob Astor, amerykański handlarz futer, finansista pochodzenia niemieckiego (ur. 1763)
- 1853 – Wincenty Buczyński, polski jezuita, teolog, filozof, krytyk literacki (ur. 1789)
- 1855 – Henri Druey, szwajcarski polityk, prezydent Szwajcarii (ur. 1799)
- 1859 – Ludwik Markiefka, duchowny rzymskokatolicki (ur. 1802)[8]
- 1861 – Ioan Lemeni rumuński duchowny greckokatolicki, biskup Fogaraszu (ur. 1780)
- 1862 – Giuseppe Torquato Gargani, włoski poeta (ur. 1834)
- 1863 – Józef Lompa, polski nauczyciel, poeta, publicysta, działacz społeczny i narodowy na Górnym Śląsku (ur. 1797)
- 1870:
  - Paul-Émile Botta, francuski archeolog, dyplomata pochodzenia włoskiego (ur. 1802)
  - Ignacy Hilary Ledóchowski, polski hrabia, generał brygady (ur. 1789)
  - Leoncjusz Opperman, rosyjski generał major, urzędnik pochodzenia niemieckiego (ur. 1810)
- 1871 – Rudolf Felder, austriacki prawnik, entomolog (ur. 1842)
- 1873 – Persida Karadziordziewić, serbska księżna (ur. 1813)
- 1877 – Alexander Braun, niemiecki botanik, wykładowca akademicki (ur. 1805)
- 1878 – Antoni (Pawlinski), rosyjski duchowny prawosławny, biskup włodzimierski i suzdalski (ur. 1801)
- 1879 – William Julian Albert, amerykański polityk (ur. 1816)
- 1880:
  - Constantin Hansen, duński malarz (ur. 1804)
  - Heinrich Bernhard Oppenheim, niemiecki prawnik, filozof, publicysta, polityk (ur. 1819)
- 1881 – Karl Weyprecht, austriacki oficer austro-węgierskiej marynarki wojennej, geofizyk, badacz polarny (ur. 1838)
- 1886 – Jan Nepomucen Marwicz, polski duchowny katolicki, biskup chełmiński (ur. 1795)
- 1888 – Charles-Valentin Alkan, francuski kompozytor, pianista (ur. 1813)
- 1891 – Georges Seurat, francuski malarz (ur. 1859)
- 1892:
  - William Bowman, brytyjski chirurg, histolog, anatom (ur. 1816)
  - Arseniusz (Stojković), serbski duchowny prawosławny, biskup budziński (ur. 1804)
- 1894 – Jacob Smith Jarmann, norweski konstruktor broni strzeleckiej (ur. 1816)
- 1904 – Charles Hepburn-Stuart-Forbes-Trefusis, brytyjski arystokrata, polityk (ur. 1834)
- 1906 – Slava Raškaj, chorwacka malarka (ur. 1877)
- 1907 – Damazy Trzciński, polski ziemianin, działacz niepodległościowy, uczestnik powstania styczniowego, emigrant (ur. 1833)
- 1908:
  - Feliks Gadzaliński, polski fotograf, działacz niepodległościowy (ur. 1870)
  - Grigorij Gerszuni, rosyjski rewolucjonista pochodzenia żydowskiego (ur. 1870)
- 1910 – George Turner, brytyjski malarz (ur. 1841)
- 1911:
  - Alexandre Guilmant, francuski organista, kompozytor (ur. 1837)
  - Pieter Snellen, holenderski entomolog (ur. 1832)
- 1912:
  - Robert Falcon Scott, brytyjski oficer marynarki, badacz Antarktyki (ur. 1868)
  - Gabriel Sundukian, ormiański prozaik, dramaturg (ur. 1825)
- 1913:
  - Henryk XIV, książę Reuss (linii młodszej) (ur. 1832)
  - Theodor Magnus Fries szwedzki botanik, lichenolog, wykładowca akademicki (ur. 1832)
- 1917 – Maximilian von Prittwitz und Gaffron, niemiecki generał pułkownik (ur. 1848)
- 1918 – James Jacob Ritty, amerykański przedsiębiorca, wynalazca (ur. 1836)
- 1919 – Józef Zaleski, polski podporucznik artylerii (ur. 1895)
- 1920:
  - Jan Dmóchowski, polski pułkownik piechoty (ur. 1887)
  - Bogumił Linka, mazurski działacz społeczny i narodowy (ur. 1865)
- 1921:
  - Stanisław Bylina, polski porucznik (ur. 1898)
  - Cesare Laurenti, włoski inżynier, konstruktor okrętów podwodnych (ur. 1865)
- 1924:
  - Franciszek Berezka-Bereszko, polski kapitan (ur. 1887)
  - Charles Villiers Stanford, irlandzki kompozytor, dyrygent (ur. 1852)
- 1925:
  - Walery Bagiński, polski porucznik, komunista (ur. 1893)
  - Bajram Curri, albański działacz niepodległościowy (ur. 1862)
  - Albert Mahaim, belgijski psychiatra, wykładowca akademicki (ur. 1867)
  - Antoni Wieczorkiewicz, polski podpułkownik, komunista (ur. 1895)
- 1927:
  - Ambroży, Katolikos-Patriarcha Gruzji, święty prawosławny (ur. 1861)
  - Luigi Luzzatti, włoski ekonomista, prawnik, wykładowca akademicki, polityk pochodzenia żydowskiego (ur. 1841)
- 1928 – George Cave, brytyjski arystokrata, prawnik, polityk (ur. 1856)
- 1930 – Antoni Bederski, polski filozof, bibliotekarz, redaktor (ur. 1848)
- 1932 – Jan Filak, polski urzędnik, działacz narodowy i społeczny (ur. 1884)
- 1933 – Harold Thomas, nowozelandzki bokser (ur. 1909)
- 1934 – Josiah Symon, australijski prawnik, polityk pochodzenia szkockiego (ur. 1846)
- 1935 – Edward Albert Sharpey-Schafer, brytyjski fizjolog (ur. 1850)
- 1936:
  - Michaił Astwacaturow, rosyjski neurolog, psychiatra (ur. 1877)
  - Eugène Marais, południowoafrykański dziennikarz, prozaik, poeta (ur. 1871)
- 1937 – Karol Szymanowski, polski kompozytor, pianista, pedagog, pisarz (ur. 1882)
- 1938 – Károly Móra, węgierski astronom (ur. 1899)
- 1939:
  - Henri Bénard, francuski fizyk, wykładowca akademicki (ur. 1874)
  - Gerardo Machado, kubański polityk, prezydent Kuby (ur. 1871)
- 1941 – Stanisław Dąmbski, polski prawnik, polityk, senator RP (ur. 1865)
- 1942:
  - Jan Przykling, polski górnik, działacz niepodległościowy, polityk, poseł na Sejm RP (ur. 1883)
  - Herbert Gilles Watson, australijski pilot wojskowy, as myśliwski (ur. 1889)
- 1943:
  - Stefan Balicki, polski nauczyciel, pisarz (ur. 1899)
  - Simon Glücklich, austriacki malarz (ur. 1863)
  - Janina Klatt, polska nauczycielka, działaczka konspiracyjna (ur. 1900)
  - Roman Nitsch, polski serolog, bakteriolog, wykładowca akademicki (ur. 1873)
  - Ermenegildo Pellegrinetti, włoski kardynał, nuncjusz apostolski (ur. 1876)
- 1944:
  - Wanda Józefa Maria Kirchmayer, polska inżynier rolnik, działaczka konspiracyjna (ur. 1901)
  - Anna Krajewska, polska żołnierka AK (ur. 1904)
  - Józef Suliński, polski urzędnik, działacz konspiracyjny (ur. 1902)
  - Franz von Zedlitz und Leipe, niemiecki baron, strzelec sportowy (ur. 1876)
- 1945:
  - Ferenc Csik, węgierski pływak (ur. 1913)
  - Karl Theodor Sapper, niemiecki podróżnik, archeolog, geograf, etnograf, lingwista (ur. 1866)
- 1946:
  - Charles Glenn Howard, amerykański kierowca wyścigowy (ur. 1897)
  - George Washington, amerykański wynalazca, przedsiębiorca pochodzenia brytyjsko-belgijskiego (ur. 1871)
- 1947:
  - Stanisław Celichowski, polski adwokat, działacz polityczny (ur. 1885)
  - Jan Czechowski, polski major piechoty, działacz niepodległościowy (ur. 1892)
  - Hendrik van Gent, holenderski astronom (ur. 1900)
  - Jan Tarnowski, polski podpułkownik, oficer AK, uczestnik powstania warszawskiego (ur. 1904)
- 1948:
  - Zenon Orłowski, polski balneolog, internista, wykładowca akademicki (ur. 1871)
  - Antonio Anastasio Rossi, włoski duchowny katolicki, arcybiskup Udine (ur. 1864)
  - Wacław Werner, polski fizyk, wykładowca akademicki (ur. 1879)
- 1949:
  - Nikołaj Gamaleja, ukraińsko-rosyjski mikrobiolog, wykładowca akademicki (ur. 1859)
  - Helen Homans, amerykańska tenisistka (ur. 1878/79)
- 1950:
  - Jakub Appenszlak, polski dziennikarz, tłumacz pochodzenia żydowskiego (ur. 1894)
  - Stanisław Konczyński, polski uczestnik podziemia antynazistowskiego i antykomunistycznego (ur. 1914)
  - Zygfryd Kuliński, polski uczestnik podziemia antykomunistycznego (ur. 1924)
  - Mikael Simonsen, duński wioślarz (ur. 1882)
- 1952:
  - Katherine Sophie Dreier, amerykańska malarka (ur. 1877)
  - Johannes Hartmann, niemiecki rzeźbiarz (ur. 1869)
  - Natalia Kulczycka, polska działaczka socjalistyczna i oświatowa (ur. 1871)
- 1953 – Hieronim Bednarski, polski starszy strzelec, uczestnik podziemia antykomunistycznego (ur. 1921)
- 1954 – Dennis Fenton, amerykański strzelec sportowy pochodzenia irlandzkiego (ur. 1888)
- 1955:
  - Adam Bar, polski historyk literatury, bibliograf, edytor (ur. 1895)
  - Thomas Parran, amerykański polityk (ur. 1860)
- 1956:
  - Alfonso de Borbón, infant hiszpański (ur. 1941)
  - Ołena Kysiłewśka, ukraińska dziennikarka, pisarka, działaczka społeczna, polityk, senator RP (ur. 1869)
  - Michał Melina, polski aktor, reżyser teatralny (ur. 1890)
  - Władysław Sadowski, polski podporucznik, duchowny katolicki (ur. 1907)
- 1957:
  - Joyce Cary, brytyjski pisarz (ur. 1888)
  - Edmond Crahay, belgijski szpadzista (ur. 1883)
- 1958:
  - Julian Bugajski, polski działacz spółdzielczy i samorządowy (ur. 1885)
  - Maksimilijan Mihelčič, słoweński piłkarz, bramkarz (ur. 1905)
  - Alessandro Verde, włoski kardynał (ur. 1865)
- 1959:
  - Barthélemy Boganda, środkowoafrykański polityk, prezydent Republiki Środkowoafrykańskiej (ur. 1910)
  - Zygmunt Strubel, polski podpułkownik kawalerii (ur. 1897)
- 1960 – Antoni Plutyński, polski historyk, ekonomista (ur. 1885)
- 1962 – Jan Ignacy Modrzewski, polski chirurg, polityk, senator RP (ur. 1869)
- 1963:
  - Pola Gojawiczyńska, polska pisarka, działaczka niepodległościowa (ur. 1896)
  - Wilhelm Hintersatz, niemiecki dowódca wojskowy, pisarz, specjalista do spraw tureckich (ur. 1886)
  - August Rei, estoński prawnik, polityk, premier Estonii, Starszy Państwa i prezydent na emigracji (ur. 1886)
- 1964 – Willem Andriessen, holenderski pianista, kompozytor (ur. 1887)
- 1965:
  - Eric Brook, angielski piłkarz (ur. 1908)
  - Ernest Drobczyński, polski działacz spółdzielczy i związkowy (ur. 1892)
  - Heinrich Schomburgk, niemiecki tenisista, piłkarz (ur. 1885)
- 1966:
  - Stilianos Gonatas, grecki pułkownik, polityk, premier Grecji (ur. 1876)
  - Friedrich Wilhelm Siebert, niemiecki prawnik, SS-Oberführer, polityk nazistowski (ur. 1903)
  - Arnold Wall, nowozelandzko-brytyjski poeta, wspinacz (ur. 1869)
- 1967 – Tom Williams, brytyjski polityk (ur. 1888)
- 1968:
  - Stanisław Gustaw Liebhart, polski ginekolog, profesor nauk medycznych (ur. 1897)
  - Jan Sokołow, rosyjski biskup prawosławny (ur. 1877)
  - Ołeksandr Tysowskyj, ukraiński biolog, wykładowca akademicki, działacz społeczny, emigrant (ur. 1886)
- 1970:
  - Harold Elmer Anthony, amerykański zoolog, teriolog, muzealnik (ur. 1890)
  - Lew Kuleszow, rosyjski reżyser filmowy, teoretyk filmu (ur. 1899)
- 1971:
  - Hermann zu Leiningen, niemiecki kierowca wyścigowy (ur. 1901)
  - Jadwiga Packiewicz, polska poetka, tłumaczka (ur. 1900)
- 1972:
  - Antonio Bevilacqua, włoski kolarz szosowy i torowy (ur. 1918)
  - Iwan Ohijenko, ukraiński filolog, poeta, historyk literatury i kultury, dziennikarz, teolog, tłumacz (ur. 1882)
- 1973:
  - Boris Nikołajew, radziecki polityk (ur. 1907)
  - Adolfo Zumelzú, argentyński piłkarz (ur. 1902)
- 1975 – Thomas Green, brytyjski lekkoatleta, chodziarz (ur. 1894)
- 1978 – Eugène Schaus, luksemburski prawnik, polityk (ur. 1901)
- 1979:
  - Tadeusz Łopalewski, polski prozaik, tłumacz (ur. 1900)
  - Yahya Petra, sułtan stanu Kelantan i król Malezji (ur. 1917)
- 1980:
  - William Gemmell Cochran, amerykański statystyk (ur. 1909)
  - Annunzio Mantovani, włoski kompozytor (ur. 1905)
- 1981 – David Prophet, brytyjski kierowca wyścigowy (ur. 1937)
- 1982:
  - Walter Hallstein, niemiecki prawnik, polityk, przewodniczący Komisji Europejskiej (ur. 1901)
  - Carl Orff, niemiecki kompozytor, dyrygent, pedagog (ur. 1895)
  - Nathan Twining, amerykański generał (ur. 1897)
- 1983:
  - Zbigniew Karpiński, polski architekt (ur. 1906)
  - Maurice Kendall, brytyjski matematyk, statystyk (ur. 1907)
  - Tadeusz Petrykowski, polski dramaturg, krytyk teatralny (ur. 1921)
- 1984 – Henry Brooke, brytyjski arystokrata, polityk (ur. 1903)
- 1985:
  - Roald Amundsen, norweski piłkarz (ur. 1913)
  - Jeanine Deckers, belgijska zakonnica, piosenkarka (ur. 1933)
  - George Peter Murdock, amerykański antropolog, wykładowca akademicki (ur. 1897)
  - Kazimiera Narkiewicz, polska charakteryzatorka, pedagog (ur. 1912)
  - Vlastimil Ružička, słowacki kolarz szosowy i przełajowy (ur. 1925)
  - Gerhard Stöck, niemiecki lekkoatleta, oszczepnik i kulomiot (ur. 1911)
- 1986 – Jessie Cross, amerykańska lekkoatletka, sprinterka (ur. 1909)
- 1987:
  - József Kovács, węgierski lekkoatleta, długodystansowiec (ur. 1926)
  - Jakob Nacken, niemiecki artysta cyrkowy ur. 1906)
- 1988:
  - Teodors Ābrams, łotewski pilot wojskowy (ur. 1907)
  - Ted Kluszewski, amerykański baseballista pochodzenia polskiego (ur. 1924)
  - Jacques Santi, francuski aktor (ur. 1939)
- 1989:
  - Bernard Blier, francuski aktor (ur. 1916)
  - Jo Mihaly, niemiecka tancerka, aktorka, pisarka, działaczka społeczna (ur. 1902)
  - Alaksandr Prakapienka, białoruski piłkarz (ur. 1953)
- 1991:
  - Guy Bourdin, francuski fotograf (ur. 1928)
  - Zbysław Rykowski, polski prawnik, dziennikarz, rzecznik prasowy rządu (ur. 1945)
- 1992:
  - Paul Henreid, austriacko-amerykański aktor, reżyser filmowy (ur. 1905)
  - Archibald A. Hill, amerykański językoznawca (ur. 1902)
  - Christopher Hawkes, angielski archeolog (ur. 1905)
  - Edward Spencer, brytyjski arystokrata, polityk (ur. 1924)
  - Jörn Ulrich, duński pilot wojskowy (ur. 1913)
- 1993 – Štefan Uher, słowacki reżyser filmowy (ur. 1930)
- 1994:
  - Paul Grimault, francuski reżyser filmów animowanych (ur. 1905)
  - William Natcher, amerykański polityk (ur. 1909)
  - Charles Oser, szwajcarski polityk, kanclerz federalny (ur. 1902)
  - Franciszek Studnicki, polski prawnik, wykładowca akademicki (ur. 1914)
- 1995:
  - Antony Hamilton, australijsko-brytyjski aktor, model, tancerz (ur. 1952)
  - Natasza Zylska, polska piosenkarka pochodzenia żydowskiego (ur. 1933)
- 1996:
  - Stanisław Ciężadlik, polski artysta ludowy (ur. 1912)
  - Tagir Fasachow, kirgiski piłkarz (ur. 1964)
  - Iwan Kalita, rosyjski jeździec sportowy (ur. 1927)
- 1997:
  - Aleksandr Iwanow, rosyjski piłkarz, trener (ur. 1928)
  - Gieorgij Zimin, radziecki marszałek lotnictwa, polityk (ur. 1912)
- 1998:
  - Hanna Buczek, polska historyk ruchu robotniczego (ur. 1905)
  - Kvitka Cisyk, amerykańska piosenkarka pochodzenia ukraińskiego (ur. 1953)
- 1999:
  - Joe Williams, amerykański wokalista bluesowy i jazzowy (ur. 1918)
  - Gyula Zsengellér, węgierski piłkarz, trener (ur. 1915)
- 2000:
  - Antoni Chrzanowski, polski malarz (ur. 1905)
  - Jewgienij Fieofanow, rosyjski bokser (ur. 1937)
- 2001:
  - Roman Czuba, polski polityk, poseł na Sejm PRL (ur. 1928)
  - Helge Ingstad, norweski podróżnik, odkrywca, pisarz (ur. 1899)
  - John Lewis, amerykański pianista jazzowy, kompozytor (ur. 1920)
- 2002:
  - Józef Kempiński, polski malarz (ur. 1915)
  - Eberhard Mehl, niemiecki florecista (ur. 1935)
  - Alfreda Sarnawska, polska aktorka (ur. 1922)
- 2003:
  - Tadao Horie, japoński piłkarz (ur. 1913)
  - Kierim Kierimow, azerski inżynier techniki kosmicznej (ur. 1917)
- 2004:
  - Charles Grenzbach, amerykański montażysta dźwięku i muzyki filmowej (ur. 1923)
  - Witold Jurasz, polski polityk, dyplomata (ur. 1931)
  - Joseph Salame, syryjski duchowny katolicki rytu maronickiego, arcybiskup Aleppo (ur. 1914)
- 2005:
  - Jan Astriab, polski kompozytor, pedagog (ur. 1937)
  - Howell Heflin, amerykański polityk (ur. 1921)
  - Marek Olewiński, polski polityk, poseł na Sejm RP (ur. 1947)
- 2006:
  - Salvador Elizondo, meksykański prozaik, poeta, publicysta, eseista (ur. 1932)
  - Jean Mabire, francuski prozaik, publicysta, polityk (ur. 1927)
- 2007:
  - André Damseaux, belgijski i waloński polityk (ur. 1937)
  - Władysław Lance, polsko-ukraiński matematyk (ur. 1920)
  - Calvin Lockhart, amerykański aktor (ur. 1934)
  - Tosiwo Nakayama, mikronezyjski polityk pochodzenia japońskiego, pierwszy prezydent Mikronezji (ur. 1931)
- 2008:
  - Czesław Bartolik, polski piłkarz, trener (ur. 1918)
  - Josef Mikl, austriacki malarz, grafik (ur. 1929)
  - Emanuel Mink, polski działacz komunistyczny pochodzenia żydowskiego (ur. 1910)
  - Rajko Mitić, jugosłowiański piłkarz (ur. 1922)
  - Barbara Olszewska-Dyoniziak, polska antropolog kultury (ur. 1937)
- 2009:
  - Stanisław Dróżdż, polski poeta, autor sztuk wizualnych (ur. 1939)
  - Władimir Fiedotow, rosyjski piłkarz (ur. 1943)
  - Andy Hallett, amerykański aktor (ur. 1975)
  - Maurice Jarre, francuski kompozytor, twórca muzyki filmowej (ur. 1924)
  - Helen Levitt, amerykańska fotografka (ur. 1913)
- 2011:
  - José Alencar, brazylijski przedsiębiorca, polityk, wiceprezydent (ur. 1931)
  - Ewa Nowacka, polska pisarka, krytyk literacki (ur. 1934)
- 2012:
  - Luke Askew, amerykański aktor (ur. 1932)
  - Ewa Kossowska, polska laryngolog (ur. 1923)
- 2013:
  - Enzo Jannacci, włoski piosenkarz, kompozytor (ur. 1935)
  - Art Phillips, kanadyjski polityk, burmistrz Vancouver (ur. 1930)
- 2014:
  - Fred Phelps, amerykański prawnik, duchowny baptystyczny (ur. 1929)
  - Dane Witherspoon, amerykański aktor (ur. 1957)
- 2015 – Maria Nowicka, polska archeolog, papirolog (ur. 1927)
- 2016:
  - Patty Duke, amerykańska aktorka (ur. 1946)
  - Nił Hilewicz, białoruski poeta, polityk (ur. 1931)
  - Oscar Páez Garcete, paragwajski duchowny katolicki, biskup San Pedro i Ciudad del Este (ur. 1937)
- 2017:
  - Aleksiej Abrikosow, rosyjsko-amerykański fizyk teoretyk, wykładowca akademicki, laureat Nagrody Nobla pochodzenia żydowskiego (ur. 1928)
  - Janusz Koniusz, polski pisarz, dziennikarz (ur. 1934)
  - Zdzisław Krysiński, polski stomatolog, wykładowca akademicki (ur. 1934)
- 2018:
  - Corrado Dal Fabbro, włoski bobsleista (ur. 1945)
  - Mariusz Markiewicz, polski historyk, wykładowca akademicki (ur. 1957)
  - Emiliano Mondonico, włoski piłkarz, trener (ur. 1947)
  - Zbigniew Puzewicz, polski inżynier, wynalazca (ur. 1930)
  - Anita Shreve, amerykańska pisarka (ur. 1946)
  - Sven-Olov Sjödelius, szwedzki kajakarz (ur. 1933)
  - Enrique Troncoso Troncoso, chilijski duchowny katolicki, Melipilli (ur. 1937)
- 2019 – Agnès Varda, francuska reżyserka filmowa, fotografka (ur. 1928)
- 2020:
  - Opoku Afriyie, ghański piłkarz (ur. 1945)
  - Philip Warren Anderson, amerykański fizyk, wykładowca akademicki, laureat Nagrody Nobla (ur. 1923)
  - Jurij Bondariew, rosyjski pisarz (ur. 1924)
  - José Luis Capón, hiszpański piłkarz (ur. 1948)
  - Patrick Devedjian, francuski polityk (ur. 1944)
  - Milutin (Knežević), serbski duchowny prawosławny, biskup valjewski (ur. 1950)
  - Sławomir Mazurkiewicz, polski tancerz, choreograf, pedagog (ur. 1939)
  - Alan Merrill, amerykański wokalista i gitarzysta rockowy, aktor, model (ur. 1951)
  - Krzysztof Penderecki, polski kompozytor, dyrygent, pedagog muzyczny (ur. 1933)
  - Angelo Rottoli, włoski bokser (ur. 1959)
  - Henri Tincq, francuski dziennikarz, publicysta (ur. 1945)
- 2021:
  - Constantin Brodzki, belgijski architekt pochodzenia polsko-włoskiego (ur. 1924)
  - Zbigniew Duda, polski profesor nauk rolniczych (ur. 1929)
  - Bashkim Fino, albański ekonomista, polityk, premier Albanii (ur. 1962)
  - Janusz Śledziński, polski profesor nauk technicznych (ur. 1931)
- 2022:
  - Rüdiger von Sachsen, niemiecki arystokrata, przedsiębiorca (ur. 1953)
  - Zigmunds Skujiņš, łotewski pisarz (ur. 1926)
- 2023 – Jaroslav Olša, czeski orientalista, tłumacz, dyplomata (ur. 1938)
- 2024:
  - Gerry Conway, brytyjski perkusista, członek zespołów: Fairport Convention, Jethro Tull i Pentangle (ur. 1947)
  - Louis Gossett Jr., amerykański aktor (ur. 1936)
  - Péter Juhász, węgierski piłkarz (ur. 1948)
  - Alf Petersson, szwedzki lekkoatleta, sprinter (ur. 1933)
  - Zdzisław Skrzeczkowski, polski koszykarz (ur. 1930)
  - Leszek Tomaszewski, polski koszykarz, trener (ur. 1953)
- 2025:
  - Richard Chamberlain, amerykański aktor (ur. 1934)
  - Stefan Hula, polski kombinator norweski (ur. 1947)
  - Erwin Lanc, austriacki prawnik, polityk, minister spraw wewnętrznych, minister sprawiedliwości (ur. 1930)
  - Stefan Nowak, polski rolnik, polityk, poseł na Sejm RP (ur. 1939)